# TNA Lockdown
Lockdown este un eveniment pay-per-view de wrestling organizat de promoția Total Nonstop Action Wrestling în luna aprilie a fiecărui an. Toate meciurile desfășurate la acest eveniment sunt meciuri de tipul Steel Cage match.